# 屯沟湾站
屯沟湾站位于甘肃省永登县，建于1953年。是兰新铁路的一个车站，距离兰州站131公里。距上行车站中堡站8公里，距下行车站富强堡站7公里。该站隶属于兰州铁路局。

## 业务范围
- 客运：办理旅客乘降；不办理行李、包裹托运；
- 货运：办理整车货物发到；不办理危险货物发到